# Фархутдинов, Бакир Фаррахович
Бакир Фаррахович Фархутдинов (15 мая 1925, Нижние Чершилы — 14 августа 2008, Москва) — советский тяжелоатлет, двукратный чемпион СССР (1953, 1954), чемпион Европы (1954), чемпион мира (1954). Заслуженный мастер спорта СССР (1954).

## Биография
Родился 15 мая 1925 года в селе Нижние Чершилы. В 1943—1945 годах участвовал в Великой Отечественной войне. Сначала был направлен на 3-й Украинский фронт, потом служил на территории Белоруссии.
Вскоре после окончания войны начал заниматься тяжёлой атлетикой в спортивном обществе «Динамо» под руководством Дмитрия Полякова. В первой половине 1950-х годов входил в число ведущих советских атлетов легчайшего веса, в 1953 и 1954 годах становился чемпионом СССР. Осенью 1954 года был включён в состав сборной СССР на чемпионате мира и Европы в Вене и уверенно выиграл эти соревнования. Своего главного соперника трёхкратного чемпиона мира из Ирана Махмуда Намджу ему удалось превзойти по сумме троеборья на 7,5 кг. Установил 6 рекордов СССР (все в жиме).
В 1966 году завершил спортивную карьеру. В дальнейшем работал массажистом в московских футбольных клубах «Динамо» (1967—1983) и «Спартак» (1984—2000), а также в СДЮШОР «Спартака» (с 2001 года).
Умер 14 августа 2008 года в Москве. Похоронен на Хованском кладбище.